# النيران الصديقة خلال حرب غزة
النيران الصديقة خلال حرب غزة إن الغالبية العظمى من الضحايا في الصراع قتلوا على يد الجانب المعارض، أي الإسرائيليين الذين قتلوا على يد المسلحين الفلسطينيين، والفلسطينيين الذين قتلوا على يد الجيش الإسرائيلي . وفقًا لقوات الاحتلال الإسرائيلية، اعتبارًا من مايو 2024، قُتل 49 من أصل 278 جنديًا إسرائيليًا أثناء الغزو الإسرائيلي لقطاع غزة بنيران صديقة وفي حوادث أخرى.

## خلفية الحدث
وقعت حوادث إطلاق نار صديقة قبل غزو غزة وهجمات السابع من أكتوبر/تشرين الأول ، حيث قُتل ضابط صف برصاص قوات جيش الاحتلال الإسرائيلي في صيف عام 2023 أثناء تأمين زقاق في جنين مع وحدة الكوماندوز النخبوية "إيجوز". وقُتل اثنان آخران في نفس الوحدة في يناير/كانون الثاني 2022 في وادي الأردن ، وتم تسليط الضوء على الحادثين باعتبارهما خطأ في تحديد الهويات.
بعد هجمات السابع من أكتوبر/تشرين الأول، حشدت إسرائيل نحو 360 ألف جندي احتياطي في جيش الاحتلال الإسرائيلي، وهو ما أضيف إلى نحو 169,500 جندي في الخدمة الفعلية. بحلول يناير 2024، كان حوالي 295000 جندي احتياطي قد تقدموا للخدمة وكان العديد منهم غير مدربين بشكل كافٍ بسبب مخاوف التوقيت قبل إرسالهم للقتال. تبلغ الميزانية السنوية للجيش الإسرائيلي حوالي 23.6 مليار دولار أمريكي لعام 2023، ويمتلك مجموعة من الأسلحة الدفاعية والهجومية المتطورة للغاية.

#### 7 أكتوبر: توجيه هانيبال
في 5 ديسمبر 2023، التقى الرهائن الإسرائيليون الذين أطلقت حماس سراحهم مع مجلس حرب رئيس الوزراء بنيامين نتنياهو، وزعموا أنه خلال عملية طوفان الأقصى، تعرضوا لهجوم متعمد من قبل طائرات هليكوبتر إسرائيلية في طريقهم إلى غزة، وتعرضوا للقصف المستمر من قبل الجيش الإسرائيلي أثناء وجودهم هناك.  وذكرت قناة الإذاعة الإسرائيلية الثانية عشرة في 16 ديسمبر/كانون الأول أن قوات جيش الاحتلال الإسرائيلي أطلقت النار على جرار كان يحمل رهائن إلى غزة. في 18 ديسمبر/كانون الأول، اعترف جيش الاحتلال الإسرائيلي بأن "الإصابات وقعت نتيجة لنيران صديقة في 7 أكتوبر/تشرين الأول"، لكنه أضاف أنه "بعيداً عن التحقيقات العملياتية في الأحداث، لن يكون من السليم أخلاقياً التحقيق في هذه الحوادث نظراً للكم الهائل والمعقد منها الذي وقع في الكيبوتسات والمجتمعات الإسرائيلية الجنوبية بسبب المواقف الصعبة التي كان الجنود فيها في ذلك الوقت".
في يناير/كانون الثاني 2024، خلص تحقيق أجرته صحيفة يديعوت أحرونوت الإسرائيلية إلى أن جيش الاحتلال الإسرائيلي طبق عمليًا توجيه هانيبال منذ ظهر يوم 7 أكتوبر/تشرين الأول، وأمر جميع الوحدات القتالية بوقف "بأي ثمن" أي محاولة من جانب مسلحي حماس للعودة إلى غزة مع الرهائن. أطلقت مروحيات جيش الاحتلال الإسرائيلي النار على السيارات التي حاولت العبور إلى غزة.  ولم يتضح بعد عدد الرهائن الذين قُتلوا بنيران صديقة نتيجة لهذا الأمر. بحسب صحيفة يديعوت أحرونوت ، فقد قام جنود إسرائيليون بتفتيش نحو 70 مركبة على الطرق المؤدية إلى غزة والتي تعرضت لقصف من طائرات الهليكوبتر أو الدبابات أو الطائرات بدون طيار، مما أسفر عن مقتل جميع ركابها في بعض الحالات على الأقل.  
في مقابلة مع صحيفة هآرتس الإسرائيلية، قال المقدم نوف إيرز إن قوات جيش الاحتلال الإسرائيلي تعرضت لهزيمة ساحقة على الأرض على طول حدود غزة. ويقال إن هذا يعني أنه لم يعد هناك أحد يستطيع طيارو المروحيات أو الطائرات بدون طيار التواصل معه، مما جعل تحديد هوية الأشخاص على الأرض صعبًا للغاية. وفقًا لإيريز، فإن "بروتوكول هانيبال، الذي نُجري تدريبات عليه على مدار العشرين عامًا الماضية، يتعلق بحالة مركبة واحدة تحمل رهائن: أنت تعرف أي جزء من السياج تعبر، وأي جانب من الطريق ستتحرك إليه، وحتى أي طريق... ما رأيناه هنا كان "هنيبالًا جماعيًا". كانت هناك فتحات عديدة في السياج. آلاف الأشخاص في مركبات مختلفة، مع رهائن وبدون رهائن." 
خلص تقرير صادر عن لجنة تابعة للأمم المتحدة ونُشر في يونيو/حزيران 2024 إلى أن قوات الأمن الإسرائيلية طبقت توجيه هانيبال في عدة مواقع، مما أسفر على الأرجح عن مقتل 14 مدنياً إسرائيلياً على الأقل في 7 أكتوبر/تشرين الأول 2023.
كشف تحقيق أجرته صحيفة هآرتس في يوليو 2024 أن الجيش الإسرائيلي أمر باستخدام توجيه هانيبال، مضيفًا: "لا تعرف صحيفة هآرتس ما إذا كان المدنيون والجنود قد أصيبوا بسبب هذه الإجراءات أو عددهم، لكن البيانات التراكمية تشير إلى أن العديد من المختطفين كانوا معرضين للخطر، ومعرضين لإطلاق النار الإسرائيلي، حتى لو لم يكونوا الهدف". تم اتخاذ أحد هذه القرارات في الساعة 7:18 صباحًا، عندما أبلغ أحد مواقع المراقبة عن اختطاف شخص عند معبر إيريز، بالقرب من مكتب الاتصال التابع لجيش الاحتلال الإسرائيلي. "هانيبال في إيرز" جاء الأمر من مقر الفرقة، "أرسلوا زيك". زيك هي طائرة هجومية بدون طيار، وكان معنى هذا الأمر واضحًا، وفقًا لما ذكرته صحيفة هآرتس .
صرح مصدر في القيادة الجنوبية لجيش الاحتلال الإسرائيلي لصحيفة هآرتس: "كان الجميع يعلم حينها أن مثل هذه المركبات قد تحمل مدنيين أو جنودًا مختطفين... لم تُسجل أي حالة هوجمت فيها مركبة تقل مختطفين عمدًا، ولكن لم يكن من الممكن معرفة ما إذا كان هناك أي أشخاص من هذا القبيل في المركبة. لا أستطيع القول إن هناك تعليمات واضحة، ولكن الجميع كان يعلم معنى منع أي مركبة من العودة إلى غزة." وذكر المصدر نفسه أنه في الساعة الثانية ظهرًا، صدرت تعليمات جديدة "كان الهدف منها تحويل المنطقة المحيطة بالسياج الحدودي إلى منطقة قتل، وإغلاقها غربًا."
وذكرت صحيفة هآرتس أيضا أن الاستخبارات العسكرية تعتقد في الساعة 6:40 مساء أن المسلحين يعتزمون الفرار إلى غزة بطريقة منظمة من مناطق قريبة من كيبوتس بئيري وكفار عزة وكيسوفيم. وردا على ذلك، أطلق الجيش نيران المدفعية على منطقة السياج الحدودي، على مقربة شديدة من بعض هذه التجمعات. كما تم إطلاق قذائف على معبر إيرز الحدودي بعد وقت قصير من ذلك. وتقول قوات الدفاع الإسرائيلية إنها لا تعلم بإصابة أي مدنيين في هذه القصف. وتشير صحيفة هآرتس إلى حالة واحدة من المعروف أن مدنيين أصيبوا فيها، والتي وقعت في منزل بيسى كوهين في كيبوتس بئيري. وكان في المنزل 14 رهينة عندما هاجمته قوات الاحتلال الإسرائيلية، حيث قتل 13 منهم.

### 7 أكتوبر: حوادث أخرى

#### كيبوتس بئيري
في السابع كم أكتوبر هاجم نحو 40 مسلحاً من حماس كيبوتس بئيري في جنوب إسرائيل واختطفوا العديد من الإسرائيليين كرهائن. في إحدى المرات، طلب قائد فلسطيني من امرأة إسرائيلية تدعى ياسمين بورات أن تتصل بالشرطة الإسرائيلية لأنه أراد التفاوض على المرور الآمن إلى غزة مقابل إبقاء الرهائن على قيد الحياة. وصلت الشرطة الإسرائيلية واشتبكت مع المسلحين بالأسلحة النارية، حيث استخدم المسلحون الرهائن لمنع الشرطة الإسرائيلية من قتلهم. وبعد ذلك وصلت دبابة وأطلقت النار على المنزل الذي كان يقطنه الرهائن. وقال بوريت إن معظم الرهائن كانوا لا يزالون على قيد الحياة قبل وصول الدبابة.  واعترف العميد باراك حيرام بأنه أمر الدبابة بإطلاق النار على المنزل، مع علمه بأنه يضم مدنيين إسرائيليين ومسلحين فلسطينيين، "حتى لو أدى ذلك إلى سقوط ضحايا من المدنيين".
طالب أقارب بعض القتلى بالتحقيق في احتمال وفاة بعض هؤلاء الرهائن بنيران صديقة ، بما في ذلك حادثة أطلقت فيها دبابة إسرائيلية النار على منزل مليء بالرهائن. 

#### كيبوتس نير عوز
في السابع من أكتوبر/تشرين الأول، بينما كانت الإسرائيلية دورون كاتز آشر وأفراد آخرون من عائلتها يتم نقلهم من كيبوتس نير عوز على جرار ليتم احتجازهم كرهائن من قبل مسلحين فلسطينيين، أطلقت قوات الدفاع الإسرائيلية النار عليهم لمنع الجرار من الوصول إلى غزة؛ توفيت والدتها إفرات كاتز برصاصة. تم احتجاز دورون كاتز آشر كرهينة في غزة لمدة 49 يومًا قبل إطلاق سراحه خلال وقف إطلاق النار في أواخر نوفمبر. في 5 أبريل 2024، أُعلن أن تحقيقًا أجراه جيش الاحتلال الإسرائيلي وجد مصداقية عالية في أن كاتز ربما قُتل بنيران صديقة. 

#### كيبوتس علوميم
في السابع من أكتوبر/تشرين الأول، هرب أوفيك أتون وصديقته تامار من مذبحة مهرجان رئيم الموسيقي وحاولا دخول كيبوتس ألوميم ، الذي تعرض للهجوم أيضًا ، للبحث عن ملجأ. أطلق أفراد من فرقة أمن الكيبوتس وجندي مقيم النار عليهم ظناً منهم أنهم مسلحون، مما أدى إلى مقتل أتون وإصابة تامار.

#### كيبوتس كيسوفيم
في 11 مايو 2025 كشفت قناة 13 الإسرائيلية أن جيش الاحتلال الإسرائيلي قتل مدنياً إسرائيلياً يدعى توم جودو أثناء اختبائه مع عائلته في كيسوفيم في 8 أكتوبر 2023. وأكد متحدث إسرائيلي التقرير قائلاً إن "جيش الاحتلال الإسرائيلي قرر أن توم جودو قُتل على ما يبدو بنيران جيش الاحتلال الإسرائيلي الموجهة إلى باب الغرفة الآمنة".

## غزو قطاع غزة
وفقًا للجيش الإسرائيلي، منذ بدء الغزو البري لقطاع غزة في 29 أكتوبر، قُتل ما معدله من جنديين إلى ستة جنود كل أسبوع بنيران صديقة، ليصل إجمالي عدد القتلى إلى 18 جنديًا من أصل 170 حتى 1 يناير 2024. وبحلول 26 يناير/كانون الثاني ارتفع عدد جنود جيش الاحتلال الإسرائيلي الذين قتلوا في حوادث نيران صديقة إلى 36 من أصل 188 جندياً تم الإبلاغ عن مقتلهم.  كانوا جزءًا من حوالي 17٪ من وفيات الجنود المرتبطة بالحرب والتي تم تصنيفها على أنها حوادث. في الذكرى السنوية السادسة للهجوم الذي وقع في السابع من أكتوبر/تشرين الأول في أبريل/نيسان 2024، نشر جيش الاحتلال الإسرائيلي بيانات عن معاركه تضمنت أعداد الضحايا. وبحسب التقرير فإن 41 جنديًا من أصل 604 قتلوا منذ بداية الحرب كانوا نتيجة لحوادث عملياتية تضمنت نيرانًا صديقة.
ومن بين القتلى، سقط بعضهم نتيجة غارات جوية إسرائيلية، أو شظايا من المتفجرات التي كانوا يحملونها، أو دهسهم بواسطة مركبات مدرعة إسرائيلية، أو تم التعرف عليهم عن طريق الخطأ أو إصابتهم بنيران الدبابات أو القصف و/أو البنادق. ولا تأخذ هذه الأرقام في الاعتبار الإصابات الناجمة عن النيران الصديقة، لكن جيش الاحتلال الإسرائيلي أشار إلى أنه تلقى تقارير عن وقوع مثل هذه الإصابات. اجتمع الرهائن الإسرائيليون الذين أفرجت عنهم حماس في 5 ديسمبر/كانون الأول 2023، مع مجلس الحرب برئاسة بنيامين نتنياهو. وأكدوا أن طائرات الهليكوبتر الإسرائيلية استهدفتهم عمداً أثناء دخولهم غزة خلال الهجوم الذي شنته حماس على إسرائيل في السابع من أكتوبر/تشرين الأول الماضي. علاوة على ذلك، أفادوا بأنهم تعرضوا لقصف متواصل من قبل الجيش الإسرائيلي طوال فترة إقامتهم في المنطقة.

#### الرهائن
في أوائل ديسمبر 2023، قُتل ثلاثة رهائن إسرائيليين في غارة جوية شنتها قوات الدفاع الإسرائيلية على شقة في مدينة غزة حيث كانوا محتجزين.  في 15 ديسمبر 2023، أطلق جنود جيش الاحتلال الإسرائيلي النار على ثلاثة رهائن إسرائيليين كانوا يلوحون بالعلم الأبيض في حي الشجاعية بغزة ، مما أدى إلى مقتلهم. 
بعد عملية الإنقاذ التي نفذتها قوات الاحتلال الإسرائيلية في مخيم النصيرات للاجئين في 8 يونيو 2024 والتي أسفرت عن إنقاذ أربعة رهائن تم احتجازهم خلال مذبحة مهرجان ريم الموسيقي، أفادت حماس أنه إلى جانب الخسائر الفلسطينية الفادحة فإن عملية قوات الدفاع الإسرائيلية أسفرت عن مقتل ثلاثة رهائن إسرائيليين على الأقل.   وذكرت التقارير أن جيش الاحتلال الإسرائيلي نفى التقارير التي تحدثت عن مقتل هؤلاء الرهائن، ووصفها بأنها "كذبة صارخة". 
في أغسطس 2024، أفادت الرهينة المنقذة نوح أرغاماني أنها أصيبت بجروح نتيجة الغارات الجوية العسكرية الإسرائيلية التي تسببت في انهيار جدار عليها، أثناء احتجازها في غزة. 

#### الجيش الاسرائيلي
في 8 يناير/كانون الثاني 2024، وردت أنباء عن أن مهندسي القتال الإسرائيليين كانوا يستعدون لهدم منشأة تابعة لحماس. أطلق طاقم دبابة قريبة النار عن طريق الخطأ، مما أدى إلى انهيار عمود كهرباء وتفجير المتفجرات. وقد لقي ستة جنود حتفهم، وأصيب 14 آخرون في الانفجار. 
في 28 أبريل/نيسان 2024، قُتل جنديان احتياطيان إسرائيليان في غزة عندما قصفت دبابة تابعة لجيش الاحتلال الإسرائيلي مبنى في ممر نتساريم حيث كانت مجموعة من الجنود الإسرائيليين تقيم. وقعت الحادثة وسط تبادل لإطلاق النار مع عناصر حماس في المنطقة. 
في 15 مايو 2024، قُتل خمسة مظليين إسرائيليين بعد قصفهم من قبل دبابة تابعة لجيش الاحتلال الإسرائيلي ظنًا منهم أنهم مقاتلون فلسطينيون. 

#### تحليلات
حذر جيمس ستراريديس، أميرال متقاعد في البحرية الأمريكية والقائد الأعلى السابق لقوات حلف شمال الأطلسي ، من أن جيش الاحتلال الإسرائيلي لديه معدل مرتفع للغاية من النيران الصديقة، حتى في المناطق الحضرية الكثيفة أثناء حديثه إلى الصحفيين. وحذر أليكس بليتساس، الخبير في المجلس الأطلسي والاستخبارات العسكرية، من أنه بسبب ضباب الحرب، وفي حين أن أي حالات إطلاق نار صديقة تثير القلق، فمن الصعب تمييزها أو التفكير فيها إذا سلطت الضوء على قضايا أوسع نطاقاً مع جيش الاحتلال الإسرائيلي وتكتيكاته.  وأشار بعض الخبراء، مثل الفريق الأمريكي المتقاعد شون ماكفارلاند، إلى أن القتال في المناطق الحضرية، وانعدام الإخلاء، وسوء نوعية المباني بسبب الحصار، من شأنه أن يتسبب في زيادة عدد النيران الصديقة. صرح أفنير جفارياهو ، المحارب المخضرم في جيش الاحتلال الإسرائيلي والمدير التنفيذي لمنظمة " كسر الصمت" غير الحكومية الإسرائيلية، بأن الحوادث أصبحت أكثر شيوعًا بسبب سياسة " قواعد الاشتباك الفضفاضة للغاية". 